# 24 août 1963
Le samedi 24 août 1963 est le 236e jour de l'année 1963.

## Naissances
- Claudio García, footballeur argentin
- Dominic Hubbard, personnalité politique britannique
- Hideo Kojima, créateur japonais de jeux vidéo
- John Bush, chanteur de rock
- Jonathan Webb, joueur anglais de rugby à XV
- Kirk Wise, réalisateur américain
- Lígia Fonseca, femme politique cap-verdienne
- Luiz Felipe d'Avila, politologue et homme politique brésilien
- Mohamed Mir, cycliste algérien
- Peter Rufai, footballeur nigérian
- Yrsa Sigurðardóttir, écrivaine islandaise

## Décès
- Émile Roblot (né le 15 février 1886), haut-fonctionnaire français
- Albert Crémieux (né le 18 mai 1895), médecin
- James Kirkwood Sr. (né le 22 février 1875), cinéaste américain (1875-1963)
- Hooley Smith (né le 7 janvier 1903), joueur de hockey sur glace canadien

## Événements
- Création du Championnat d'Allemagne de football
- Début du championnat d'Allemagne de football 1963-1964
- Début du championnat d'Angleterre de football 1963-1964
- Début du championnat de Turquie de football 1963-1964